# Mohammad Sarwar Yusufzai
Mohammad Sarwar Yusufzai (dari محمد سرور یوسفزی) – afgański piłkarz, reprezentant Afganistanu na Letnich Igrzyskach Olimpijskich 1948.
W Londynie, grano od razu w systemie pucharowym. Jego reprezentacja rozegrała jeden mecz w rundzie eliminacyjnej. Na Goldstone Ground w Brighton, Afgańczycy podejmowali reprezentację Luksemburga. Yusufzai wystąpił w tym meczu na pozycji napastnika. Jego reprezentacja przegrała jednak aż 0-6, tym samym odpadła ona z rywalizacji.